# Sovjetunionens damlandslag i handboll

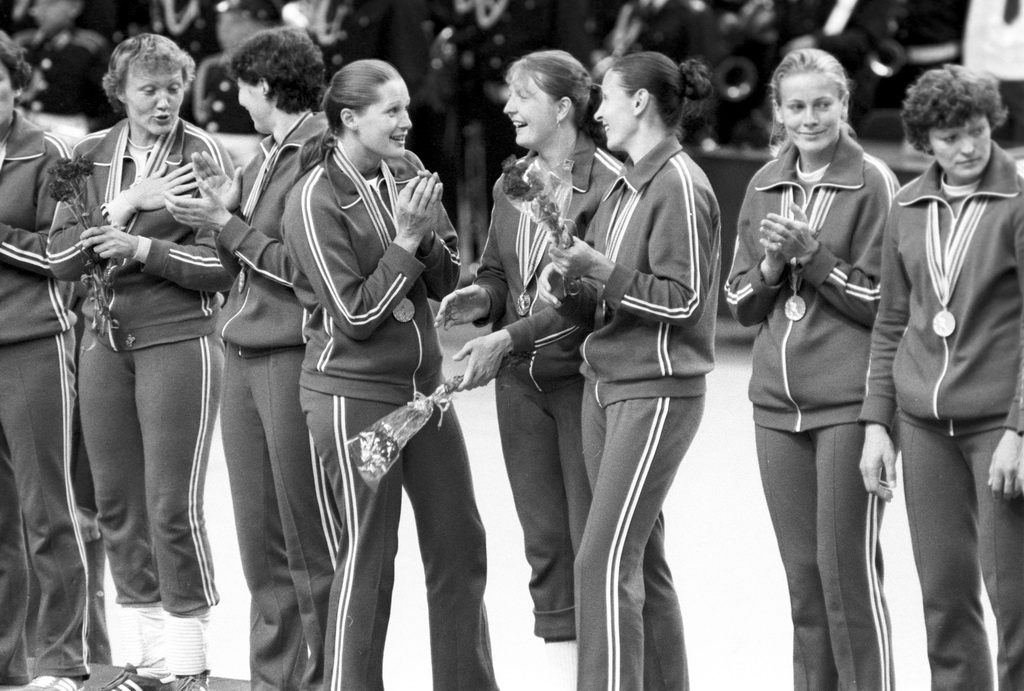
Laget tar emot OS-guldet i Moskva 1980.

Sovjetunionens damlandslag i handboll representerade Sovjetunionen i handboll på damsidan, fram till 1991. De tog guld vid OS 1976 i Montréal och OS 1980 i Moskva. De tog även VM-guld 1982, 1986 och 1990. 1975 och 1978 tog de silver och 1973 tog de brons.

## Meriter
| - 1957 i Jugoslavien: Ej kvalificerade - 1962 i Rumänien: 6:a - 1965 i Västtyskland: Ej kvalificerade - 1971 i Nederländerna: Ej kvalificerade - 1973 i Jugoslavien: Brons - 1975 i Sovjetunionen: Silver - 1978 i Tjeckoslovakien: Silver - 1982 i Ungern: Guld - 1986 i Nederländerna: Guld - 1990 i Sydkorea: Guld | - 1976 i Montréal: Guld - 1980 i Moskva: Guld - 1984 i Los Angeles: Bojkott - 1988 i Seoul: Brons |

## Landslagets efterföljare
Sovjetunionens sönderfall och sovjetrepublikernas självständighet har skapat följande landslag. 
- Estlands damlandslag i handboll
- Lettlands damlandslag i handboll
- Litauens damlandslag i handboll
- Rysslands damlandslag i handboll
- Ukrainas damlandslag i handboll
- Vitrysslands damlandslag i handboll